# Habitatge al carrer de la Séquia, 14 (Amer)
L'Habitatge al carrer de la Séquia, 14 és una obra d'Amer (Selva) inclosa a l'Inventari del Patrimoni Arquitectònic de Catalunya.

## Descripció
Edifici de tres plantes, entre mitgeres, cobert amb una teulada d'una sola aigua de vessant a façana. L'edifici està ubicat al costat dret del carrer Séquia.
La planta baixa consta de quatre obertures, com són el portal rectangular d'accés i tres finestres rectangulars. Les quatre obertures recollen les mateixes característiques, ja que estan equipades amb llinda monolítica i muntants de pedra, ben treballats i escairats.
El primer i segon pis han estat resolts partint del mateix esquema formal, que consisteix en l'aplicació de quatre obertures per pis. En la part central, trobem dues obertures rectangulars equipades amb llinda monolítica i muntants de pedra ben treballats i escairats, les quals són projectades com a balconades amb les seves respectives baranes de ferro forjat. Unes baranes, per cert, que sobresurten molt poc respecte el pla horitzontal de la façana. Simultàniament aquestes dues balconades es troben flanquejades per dues obertures quadrangulars - una per banda- dotades de llinda monolítica, muntants de pedra i ampit treballat. L'únic tret que diferencia els dos pisos és la mida sensiblament major de les obertures del primer en comparació amb les del segon pis les quals són més petites, així com pel fet que les dues obertures dels extrems del primer pis estan dotades d'ampit mentre que les del segon pis no n'inclouen.
Remarcar a mode d'apunt, les diferències de materials existents entre els dos sectors. I és que les llindes i muntants de les obertures de la planta baixa estan compostes per pedra nomolítica o pedra calcària de Girona. Mentre que les llindes, muntants i ampits de les obertures del primer i segon pis, es decanten per una altra modalitat molt més diferent, i més volàtil, com és la pedra sorrenca.
A simple vista es pot observar que l'edifici ha set objecte d'unes obres importants de restauració i rehabilitació entre finals del segle passat i inicis del segle xxi, aproximadament.
Remarcar que la fitxa original del Servei de Patrimoni núm. 26.492, és una fitxa confusa per dos motius: per una banda, no descriu l'immoble sinó que tan sols l'esmenta de pasada i la poca descripció la concentra en exaltar el portal d'accés rectangular i la finestra de l'extrem esquerre del primer pis, simplement perquè ambdues obertures disposen de llinda, muntants i ampit de pedra treaballat. Mentre que per l'altra denomina a l'immoble com a "c/ Séquia, 10". Immediatament ens vam posar en contacta amb l'erudit local Joan López Grau (Arxiu Fotogràfic d'Amer), el qual no va saber proporcionar-nos un nom més adient per l'immoble així que vam decidir denominar-lo segons l'emplaçament físic que ocupa és a dir "Habitatge al carrer Séquia, 14".